# RACE
Дистанційні програми в складних середовищах (англ. Remote Applications in Challenging Environments, RACE) — це установа для дистанційного керування та робототехніки, розташована в Науковому центрі Кулхема поблизу Оксфорда, Велика Британія, що належить Управлінню атомною енергією Сполученого Королівства (UKAEA).  Як частина Стратегії уряду Великої Британії з робототехніки та автономних систем (RAS), це одна з ініціатив, що підтримує розвиток та зростання дистанційного керування. RACE використовує широкий спектр досвіду та CCFE в галузі дистанційного керування, що використовується на найбільшому експериментальному токамаці Joint European Torus (JET).
RACE визначає «складне середовище» як таке, де неможлива або неприйнятна людська корисна робота. Фізичні проблеми можуть включати високу радіацію, екстремальні температури, обмежений доступ, роботу у вакуумі та магнітних полях. Поєднання таких умов зазвичай зустрічаються в галузях атомній, нафтохімічній, будівельній та гірничій галузях, космонавтиці, тощо. RACE співпрацює з промисловістю та науковими колами з метою використання інших навичок робототехніки та дистанційного керування для розробки надійних, безпечних та рентабельних рішень в найбільш екстремальних умовах. Довгостроковою метою RACE є проектування та експлуатація обладнання та обладнання протягом тривалих періодів без мінімального ручного втручання.

## Історія
Створена в 2014 році. Д-р Роб Бакінгем.
З 1990-х років UKAEA підтримував Спільний європейський експеримент ядерного синтезу Тора. Зараз RACE використовує всі отримані знання з дистанційного керування (також відомого як Telerobotics), починаючи з понад 30000 годин унікальних та різноманітних операцій на токамаці JET.

## Поточна діяльність

### Типові операції
- Використовуючи широкий досвід у розробці, застосуванні та експлуатації, розробляти рішення, які працюють надійно, безпечно та економічно ефективно.
- Розробка систем оперативного управління, які дозволяють надійно та віддалено підтримувати та змінювати критичні, делікатні та складні компоненти.
- Співпраця з науковими колами для створення інноваційного конвеєру для нових ідей.
- Партнерство з промисловістю, пропозиції технічних консультацій, проектування механіки, системи управління та досвід роботи.

### ТокамакJET
JET — найбільший у світі експериментальний реактор ядерного синтезу токамак. На сьогодні це єдиний механізм, що може працювати зі сумішшю дейтерій-тритій — пальним для майбутніх комерційних реакторів. JET було розроблено для вивчення поведінки плазми в умовах наближених до необхідних для термоядерного реактора майбутнього. Зараз, основним завданням JET є допомога у конструюванні та забезпеченні працездатності ITER, виступаючи як тестовий стенд для технологій ITER та сценаріїв поведінки плазми. Дослідницький реактор JET став основним європейським кроком до термоядерної енергетики майбутнього, передуючи міжнародним проєктам ITER та DEMO.
JET є спільним європейським підприємством і спільно використовується більш ніж 40 лабораторіями Асоціацій Євратом. EFDA (European Fusion Development Agreement) надає робочу платформу для ефективного та ціленаправленого використання JET. В результаті більш ніж 350 вчених та інженерів зі всієї Європи зараз роблять свій внесок у програму JET.
Дистанційні операції на судні в JET включали різання, зварювання, кріплення болтами та обробку приблизно 7000 компонентів при заміні всіх плиток у JET на стіну, подібну до ITER.
Телеманіпулятор MASCOT, тактильний локально-віддалений маніпулятор, дозволяє оператору відчути кожну дію від перенесення нового компонента до затягування болта. Було проведено дев'ять тривалих навчань, щоб оператори стали висококваліфікованими в найскладніших завданнях.
JET — це складний пристрій, детальна конфігурація якого змінюється відповідно до фізичних експериментальних вимог. Система дистанційного керування виконує дві функції:
- Виправлення будь-якої несправності системи зупиняє експеримент
- Модифікація компонентів тора для нових експериментів

Досвід показує, що втручання з дистанційною обробкою досягають більш високої точності та вносять менше домішок у нейтронну активацію [Архівовано 12 листопада 2020 у Wayback Machine.], ніж відправлення людей всередину тору, як це було раніше.
JET — це серйозно складне середовище для робототехніки: висока доза радіації, підвищені температури, обмежений доступ, велике складне обладнання та деякі дуже складні процедури перевірки та обслуговування критичного шляху, які повинні бути виконані надійно та без збоїв.
Багато плиток, що обробляють плазму, покриті берилієм, який, вдихаючись як пил, створює додаткову небезпеку для тих, хто працює всередині реактора. Тому JET завжди робив великий акцент на своєму віддаленому керуванні, щоб забезпечити можливість виконання максимум завдань повністю віддалено.
Два вантажопідіймальні штанги, схожі на змію, довжиною 12 метрів, входять у вакуумну посудину, доставляючи камери та інструменти, що дозволяють операторам працювати віддалено.

### Розробка дляІТЕР
RACE буде розробляти робототехнічні рішення для міжнародного експерименту з термоядерного синтезу ITERy Кадараші, Франція.
Віддалене керування та технічне обслуговування будуть критично важливими для ефективної та ефективної роботи машини ITER у повній ядерній фазі. Деякі райони, які потребують огляду або технічного обслуговування, не будуть доступні вручну через випромінювання та брак місця, а також потребуватимуть розгортання систем дистанційного обслуговування на замовлення. RACE підтримує галузь у розробці ряду критично важливих систем дистанційного керування, включаючи систему дистанційного керування дивертором (RHS), RHS з нейтральним променем та Cask & Plug RHS.

### Розробка стратегій дистанційного керування дляDEMO
В той час як основною ціллю ITER є виробництво 500 млн ват термоядерної енергії протягом принаймні 500 секунд, метою DEMO буде виробництво щонайменше у чотири рази більше термоядерної енергії на постійній основі. Це рівень виробництва енергії (2 гігават) на рівні сучасних електростанцій.
Після ІТЕР DEMO буде постачати енергію плавленою енергією до мережі та продемонструє можливість термоядерної енергії як джерела енергії. RACE відіграє провідну роль у розробці концепцій дистанційного керування DEMO. Визнано, що дистанційне технічне обслуговування буде визначальним для пристрою та критично важливим завданням для майбутніх електростанцій термоядерного синтезу. Термоядерний реактор повинен бути спроектований для дистанційного обслуговування за допомогою спеціальних дистанційно керованих інструментів. Крім того, під час експлуатації будь-яка несправність цих інструментів впливатиме на доступність станції, а отже, впливатиме на комерційну життєздатність.
RACE відремонтував великий маніпулятор, який називається Телескопічний шарнірний віддалений маніпулятор (TARM), для використання в якості дослідницького стенда для маніпуляцій з великим корисним навантаженням із гнучким, надлишковим механізмом. Це дослідження встановить, чи можуть концепції бути перетворені на затверджені інженерні конструкції, які можуть бути доставлені в межах параметрів вартості та надійності, необхідних для доставки комерційно вигідної електроенергії базового навантаження від термоядерного синтезу.

### Європейський джерело активних клітин
RACE у партнерстві з Радою з питань науки та технологій [Архівовано 21 квітня 2022 у Wayback Machine.] укладав великий контракт на проектування, виготовлення та встановлення дистанційно керованого обладнання в Активній камері Європейського джерела розливу (ESS), яка будується в Лунді, Швеція.
Матеріалознавча науково-дослідницька установка для проведення дослідів з використанням технології розсіювання нейтронів — це 600-метровий лінійний прискорювач, чиї протони будуть направлятись на мішень із важкого металу (планується вольфрамова мішень) для зіткнення. В результаті взаємодії ядер матеріалу мішені із прискореними частинками буде відбуватись розщеплення цих ядер та викид нейтронів. Ці нейтрони будуть вловлюватись високочутливими сенсорами, що будуть вимірювати їх характеристики. Аналіз отриманих даних буде проводитись у дата-центрі, який буде знаходитись в окремому приміщенні, яке буде розташоване в Копенгагені.
Прискорювач стане у 30 разів потужнішим за аналогічні установки в світі
Завдяки розміру цільового кільця, споруда становить залізобетонну комірку розміром 12х12х12 метрів. Операції в закритій коробці такого розміру не можна проводити за допомогою настінних маніпуляторів, тому конструкція спирається на дистанційно кероване обладнання, яке забезпечують два дистанційно керовані крани. У камері немає вікон, тому оператори, які сидітимуть в сусідніх кімнатах, використовуватимуть кілька камер для управління різними процесами обробки та зменшення розміру. Обладнання в камері буде складатися з ріжучого обладнання для зменшення розміру, маніпуляторів живлення (роботів), кранів, екрануючих та транзитних футлярів. Актуальні завдання включають обробку, ремонт, реконструкцію, випробування та утилізацію великих активованих компонентів.

### Система управління системами
Спільною ланкою у всіх видах діяльності RACE є «система систем». JET, ITER, DEMO та ESS — це приклади складних систем, що спираються на ефективну спільну роботу декількох робототехнічних пристроїв.
У міру зростання складності робототехніки та автономних систем для досягнення унікальних функціональних можливостей системи їх потрібно буде адаптувати та комбінувати різними способами. Крім того, потрібна здатність планувати регулярні оновлення програмного та апаратного забезпечення та застаріння обладнання. RACE розробив інтегровані цифрові інструменти, включаючи віртуальну реальність, доповнену реальність, haptics, управління операціями та моніторинг стану для моделювання та реального апаратного контролю. В основі цього цифрового набору інструментів лежить мережевий протокол «системи систем».
Це програмне забезпечення було розроблено, щоб забезпечити обладнання, що самоописує, пропонувати та запитувати дані у інших учасників. Це вирішує багаторічну проблему застарівання та швидко мінливих мереж, а також надає програмний інструментам, включаючи користувальницькі інтерфейси, доступ та керування всім спектром апаратних пристроїв та датчиків. Прототип програмного забезпечення був використаний для управління замовленим та комерційним готовим обладнанням від багатьох постачальників. Це дозволяє використовувати всі сучасні технології незалежно від постачальника або типу платформи.

### Проведення автономних випробувань транспортних засобів
Очікується, що автономні транспортні засоби (CAV) забезпечать величезні соціальні, промислові та економічні вигоди. Ці інноваційні транспортні засоби пропонують потенціал для розширення нашої промислової бази, підвищення продуктивності праці, підвищення безпеки, зменшення заторів та звільнення простору, який зазвичай відводиться автомобілям у міських районах. Автономні транспортні засоби можуть також змінюватися там, де живуть і працюють люди, і це впливатиме на дизайн транспортних систем, наших будинків, міст.
Завдяки такій далекосяжній новій технології важливо створити комплексні засоби тестування, які дозволять зацікавленим зацікавленим сторонам вивчати технічні, комерційні, етичні, правові та соціальні проблеми. RACE має доступ до 10 кілометрів доріг, розв'язок, світлофорів з круговими перехрестями та пішохідних переходів на безпечній ділянці Кулхем.
У партнерстві з Millbrook (частина Spectris Plc) RACE отримала фінансування від Центру підключених та автономних автомобілів для проведення частини випробувального стенда CAV у Великій Британії.
RACE також є частиною консорціуму DRIVEN, який розробляє парк із шести транспортних засобів, які будуть їздити автономно (з бортовим водієм безпеки) з Оксфорда до Лондона у 2019 році. Протягом більше 12 місяців проєкт накопичив понад 5000 км автономного водіння 4 рівня.
Забезпечено додаткові інвестиції у розробку «CAV Pit Lane» для використан. RACE стане центром для автономного тестування автомобілів, що працює з виробниками транспортних засобів, компаніями, що виробляють програмне забезпечення, страховиками, регуляторами, радами, постачальниками послуг та громадськістю.

### RACE TEST (тестування, оцінка, стандартизація та навчання)
Комплекс стандартних методів випробувань дозволяє проводити незалежну оцінку робототехнічних можливостей із кількісно вимірюваними результатами. Розроблені стандарти для вимірювання мобільності віддалених систем, датчиків, енергоспоживання, зв'язку, спритності, довговічності, надійності, логістики, безпеки, автономності та кваліфікації оператора.
Ці методи допоможуть розробникам робототехніки оцінити ефективність роботи відповідно до потреб користувачів, допоможуть керувати рішеннями про закупівлю та розгортання та забезпечать цілеспрямоване навчання для операторів.
Цей об'єкт є унікальним у Великій Британії, що забезпечує розробників роботів роботами міжнародну систему визнання.
RACE TEST — це нейтральний випробувальний комплекс, незалежний від виробників, що дозволяє проводити відкрите порівняння продуктивності системи.

### LongOps
У січні 2021 UKAEA та Tepco уклали угоду спільного проєкту Великої Британії та Японії під назвою «LongOps», щоб пришвидшити виведення з експлуатації реакторів АЕС Fukushima Daiichi в Японії та британської атомної станції Селлафілд. Близько 12 млн фунтів стерлінгів було спрямовано на чотирирічну дослідницьку схему, що склало значну частину інвестицій уряду Великої Британії у робототехніку та автономні системи з 2014 року (розміром 450 млн фунтів стерлінгів).